# Diócesis de Lüliang
La diócesis de Lüliang (en chino: 吕梁教区) es una circunscripción eclesiástica de la Iglesia católica en China. Se trata de una diócesis latina, sufragánea de la arquidiócesis de Taiyuan. Desde el 20 de enero de 2025 su obispo es Antonio Ji Weizhong.

## Territorio y organización
La diócesis tiene 21 000 km² y extiende su jurisdicción sobre los fieles católicos de rito latino residentes en parte de la provincia de Shanxi, comprendiendo el distrito de Lishi, los condados de Wenshui, Jiaocheng, Xingxian, Linxian, Liulin, Shilou, Lanxian, Fangshan, Zhongyang y Jiaokou y las ciudades a nivel de condado de Xiaoyi y Fenyang, todos los cuales conforman la ciudad prefectura de Lüliang.
La sede de la diócesis se encuentra en la ciudad de Fenyang, en la ciudad prefectura de Lüliang, en donde se halla la Catedral del Sagrado Corazón de Jesús.
En 1950 en la diócesis existían 21 parroquias.

## Historia
En 1949 el Partido Comunista de China capturó Lüliang, se impuso en la guerra civil y proclamó la República Popular China el 1 de octubre de 1949. El 4 de septiembre de 1951 China comunista expulsó al nuncio apostólico Antonio Riberi y la Santa Sede continuó reconociendo a la República de China en Taiwán como el legítimo gobierno chino. Todos los misioneros extranjeros fueron expulsados de China comunista en 1952.
La Asociación Patriótica Católica China fue creada con el apoyo de la Oficina de Asuntos Religiosos de la República Popular de China en 1957, con el objetivo de controlar las actividades de los católicos en China. Su nombre público es Iglesia católica china y es referida como la "Iglesia oficial" en contraposición a la "Iglesia subterránea" o "Iglesia clandestina" leal a la Santa Sede.
En el período de 1966 a 1976 la Revolución Cultural se ensañó especialmente contra la religión, destruyéndose numerosas iglesias y cesaron todas las actividades religiosas en la diócesis. La diócesis reasumió sus actividades en la década de 1980.
El 15 de julio de 1982 la Asociación Patriótica Católica China transfirió una parte del territorio de la diócesis de Fenyang para fusionarlo con partes de las diócesis de Taiyuan (previamente reducida a diócesis) y Shuozhou para erigir la diócesis patriótica de Xinzhou. Al territorio remanente lo renombró diócesis de Lüliang, sin asentimiento de la Santa Sede.
En 2010 un obispo de la Asociación Patriótica Católica China, John Huo Cheng, gobernó la diócesis.
El 22 de septiembre de 2018 se firmó en Pekín el Acuerdo provisional entre la Santa Sede y la República Popular de China sobre el nombramiento de los obispos. El 22 de octubre de 2020 el acuerdo fue prorrogado por otros dos años y en octubre de 2022 por otros dos años más.
El 20 de enero de 2025 el Boletín diario de la sala de prensa de la Santa Sede informó que el 28 de octubre de 2024 el papa Francisco había suprimido la diócesis de Fenyang. Con parte de su territorio erigió la diócesis de Lüliang; mientras que los condados de Kelan y Jingle fueron incorporados a la arquidiócesis de Taiyuan y los condados de Pingyao y Jiexiu a la diócesis de Yuci. El mismo 20 de enero de 2025 fue consagrado como primer obispo de la diócesis, Antonio Ji Weizhong.

## Estadísticas
Según el Boletín de la Santa Sede que anunció la erección de la diócesis, a fines de 2024 tenía un total de 20 000 bautizados.
| Año | Población            | Población | Población      | Sacerdotes | Sacerdotes    | Sacerdotes    | Bautizados por sacerdote | Diáconos permanentes | Religiosos | Religiosos | Parroquias |
| Año | Bautizados católicos | Total     | % de católicos | Total      | Clero secular | Clero regular | Bautizados por sacerdote | Diáconos permanentes | Varones    | Mujeres    | Parroquias |
| --- | -------------------- | --------- | -------------- | ---------- | ------------- | ------------- | ------------------------ | -------------------- | ---------- | ---------- | ---------- |
| 2024 | 20 000               | 3 346 500 | 0.6            | 51         |               |               |                          |                      |            |            |            |
| Fuente: Boletín de la Santa Sede \|título=Rinunce e nomine, 20.01.2025\|fechaacceso=20 de enero de 2025 \|fecha=14 de abril de 2024}}</ref> |                      |           |                |            |               |               |                          |                      |            |            |            |

El Boletín informó de la existencia de 26 monjas en la nueva diócesis.

## Episcopologio
- Antonio Ji Weizhong, desde el 20 de enero de 2025